# Chiavi in mano
Chiavi in mano è un film del 1996 diretto da Mariano Laurenti. 
Remake del successo commerciale degli anni settanta dello stesso Laurenti Quel gran pezzo dell'Ubalda tutta nuda e tutta calda, non ebbe analoga fortuna al botteghino.
Il film è interamente ambientato nella cittadina marchigiana di Sarnano, situata ai piedi dell'Appennino umbro-marchigiano.